# (6682) Makarij
(6682) Makarij est un astéroïde de la ceinture principale.

## Description
(6682) Makarij est un astéroïde de la ceinture principale. Il fut découvert le 25 septembre 1973 à Naoutchnyï par Lioudmila Jouravliova. Il présente une orbite caractérisée par un demi-grand axe de 2,36 UA, une excentricité de 0,23 et une inclinaison de 5,9° par rapport à l'écliptique.

## Compléments